# Nasionoznawstwo
Nasionoznawstwo – nauka z obszaru nauk rolniczych, zajmująca się poznaniem morfologii, anatomii, a także procesów fizjologicznych i biochemicznych zachodzących w nasionach roślin dzikich, uprawnych i chwastów podczas ich dojrzewania i spoczynku.
Nasionoznawstwo w dużej mierze opiera się na doświadczalnictwie polowym. Zaliczane jest do nauk praktycznych w odróżnieniu od badań podstawowych.
Dzięki wartości diagnostycznej nasion i dużej ich trwałości, szczególnie tkanek okrywających, nasionoznawstwo odegrało ważną rolę w badaniach paleobotanicznych. 

## Rozwój nasionoznawstwa
Początkowo nasionoznawstwo wchodziło w zakres botaniki ogólnej, dopiero potem w miarę jej rozwoju wyodrębniła się w osobną dyscyplinę. Do jej rozwoju przyczyniły się m.in. zwiększone zainteresowanie rolnictwa wprowadzaniem do uprawy nowych roślin oraz zwalczanie chwastów. Konieczność opracowania metod oceny wartości materiału siewnego oraz właściwości i cech.

### Historia
W Polsce pierwsza stacja kontroli nasion powstała w 1876 roku w Żabikowie pod Poznaniem.